# Papilio (Gattung)
Papilio ist eine Gattung von Schmetterlingen (Tagfalter) aus der Familie der Ritterfalter (Papilionidae).

## Merkmale

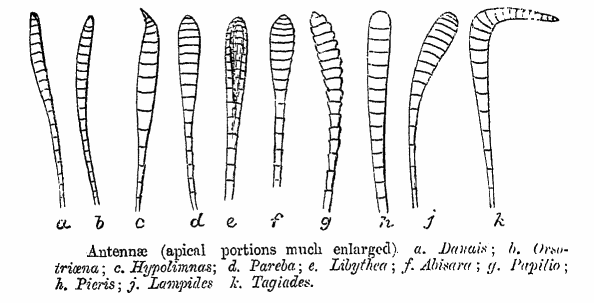
Abbildung g) zeigt eine typische Antenne der Gattung Papilio

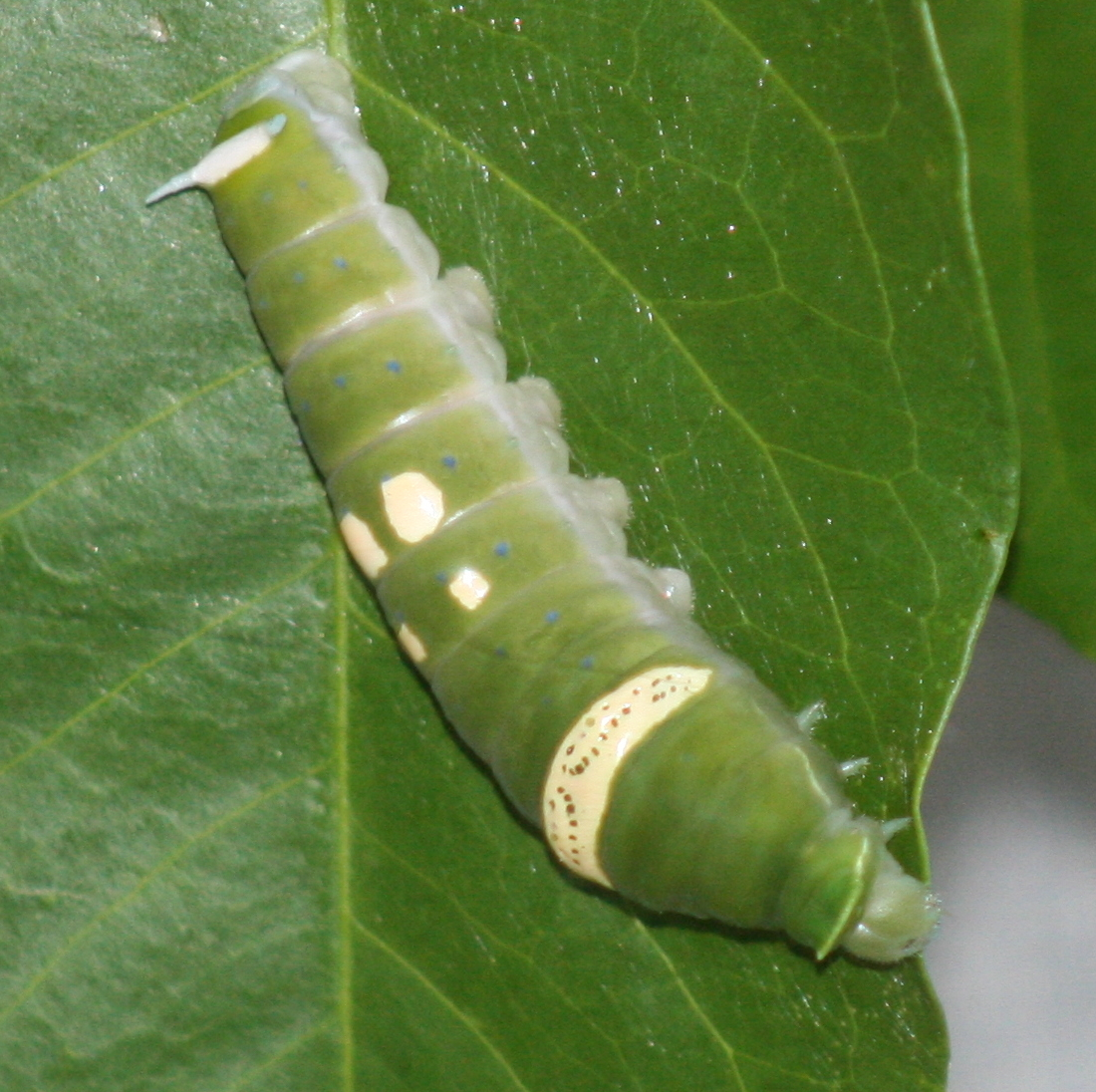
Raupe von Papilio ulysses mit fleischigem Horn

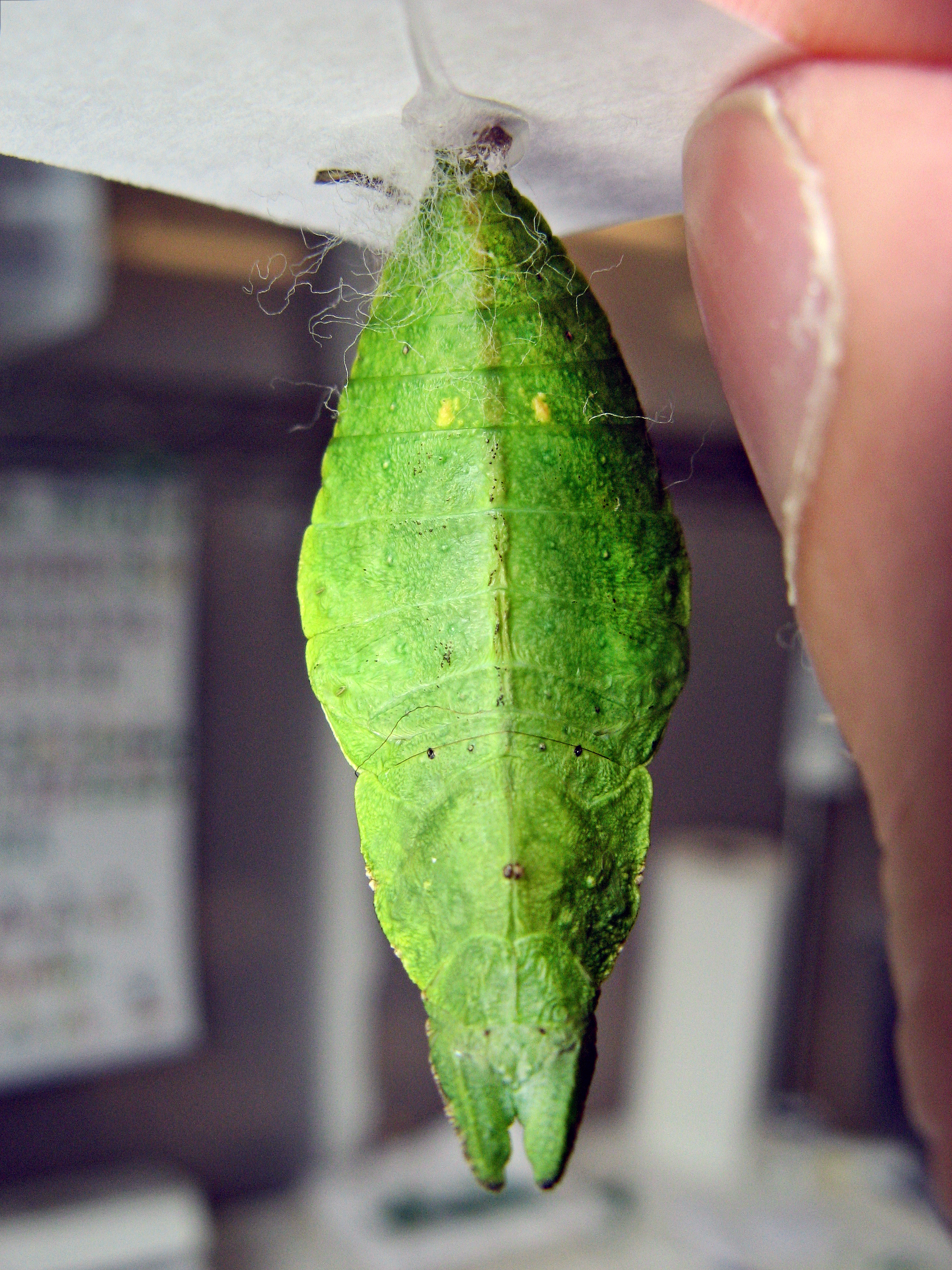
Puppen von Papilio dardanus

Die Imagines haben lange Antennen mit einem leicht gebogenen, keulenförmigen Ende, das nicht zusammengedrückt ist. Die Palpi sind sehr kurz und ragen nicht über die Augen hinaus. Das dritte, terminale Glied ist sehr klein. Die Beine sind Laufbeine. Die Tibien der Hinterbeine tragen zwei Dornen. Die Krallenglieder sind nicht geteilt. Die Hinterflügel sind ausgebogt und bei vielen Arten mit einer schwanzartigen Auslappung. Bei einigen Arten tritt dieser Schwanz nur bei einem Geschlecht auf, bei anderen Arten fehlt er ganz. Der Innenrand der Flügel ist konkav oder gefurcht.
Die Raupen sind glatt und nackt, häufig bunt ornamentiert. Einige Arten bilden ein fleischiges Horn. Die ersten beiden Glieder sind schlanker und können unter das dritte und vierte Glied zurückgezogen werden.
Die Puppen sind kantig und etwa in der Mitte mit einem seidenen Band fixiert.

## Mimikry
Die Weibchen von Papilio dardanus Brown (Peter Brown 1776) sind polymorph und können zahlreiche verschiedene ungenießbare Tiere imitieren. Dieser Effekt wurde zuerst 1869 von Roland Trimen beschrieben.

## Verbreitung
Die Gattung Papilio ist fast über die ganze Erde verbreitet. Die meisten Arten finden sich jedoch in den Tropen. In der neuen Welt finden sich mehr Arten als in der alten Welt. Allein in Brasilien sind zwischen 40 und 50 Arten heimisch, auch auf Inseln im Indischen Ozean vor allem auf Java liegen Verbreitungsschwerpunkte.
In Europa sind nur drei Arten heimisch, dies sind Papilio alexanor, der Korsische Schwalbenschwanz (Papilio hospiton) und der Schwalbenschwanz (Papilio machaon).

## Systematik
Die innere Systematik der Gattung ist noch unklar, es gibt mehrere verschiedene Vorschläge die Gattung in Untergattungen und Gruppen zu teilen. Bekannte Einteilungen sind die von Munroe aus dem Jahr 1961, die von Hancock (1983), die von Igarashi (1984) und die von Hauser u. a. aus dem Jahr 2002. Eine molekulargenetische Studie aus dem Jahr 2004 kommt zu noch anderen Ergebnissen.

### Arten (Auswahl)
Alphabetisch innerhalb der Gruppen sortiert:
Untergattung Papilio Linnaeus, 1758:
- machaon Gruppe:
  - Papilio alexanor Esper, 1800
  - Papilio brevicauda Saunders, 1869
  - Korsischer Schwalbenschwanz (Papilio hospiton) Géné, 1839
  - Papilio indra Reakirt, 1866
  - Schwalbenschwanz (Papilio machaon) Linnaeus, 1758
  - Papilio saharae Oberthür, 1879
  - Papilio polyxenes Fabricius, 1775
  - Papilio zelicaon Lucas, 1852

Untergattung Princeps Hübner, 1807:
- antimachus Gruppe:
  - Papilio antimachus Drury, 1782

- zalmoxis Gruppe:
  - Papilio zalmoxis Hewitson, 1864

- nireus Gruppe:
  - Papilio aristophontes Oberthür, 1897
  - Papilio nireus Linnaeus, 1758
  - Papilio charopus Westwood, 1843
  - Papilio chrapkowskii Suffert, 1904
  - Papilio chrapkowskoides Storace, 1952
  - Papilio desmondi van Someren, 1939
  - Papilio hornimani Distant, 1879
  - Papilio interjectana Vane-Wright, 1995
  - Papilio nerminae Koçak, 1983
  - Papilio sosia Rothschild & Jordan, 1903
  - Papilio thuraui Karsch, 1900
  - Papilio ufipa Carcasson, 1961
  - Papilio wilsoni Rothschild, 1926

- cynorta Gruppe:
  - Papilio arnoldiana Vane-Wright, 1995
  - Papilio cynorta Fabricius, 1793
  - Papilio plagiatus Aurivillius, 1898

- dardanus Gruppe:
  - Papilio dardanus Brown, 1776
  - Papilio constantinus Ward, 1871
  - Papilio delalandei Godart, 1824
  - Papilio phorcas Cramer, 1775
  - Papilio rex Oberthür, 1886

- zenobia Gruppe:
  - Papilio cyproeofila Butler, 1868
  - Papilio fernandus Fruhstorfer, 1903
  - Papilio filaprae Suffert, 1904
  - Papilio gallienus Distant, 1879
  - Papilio mechowi Dewitz, 1881
  - Papilio mechowianus Dewitz, 1885
  - Papilio nobicea Suffert, 1904
  - Papilio zenobia Fabricius, 1775

- demodocus Gruppe:
  - Papilio demodocus Esper, 1799
  - Papilio demoleusPapilio demoleus Linnaeus, 1758

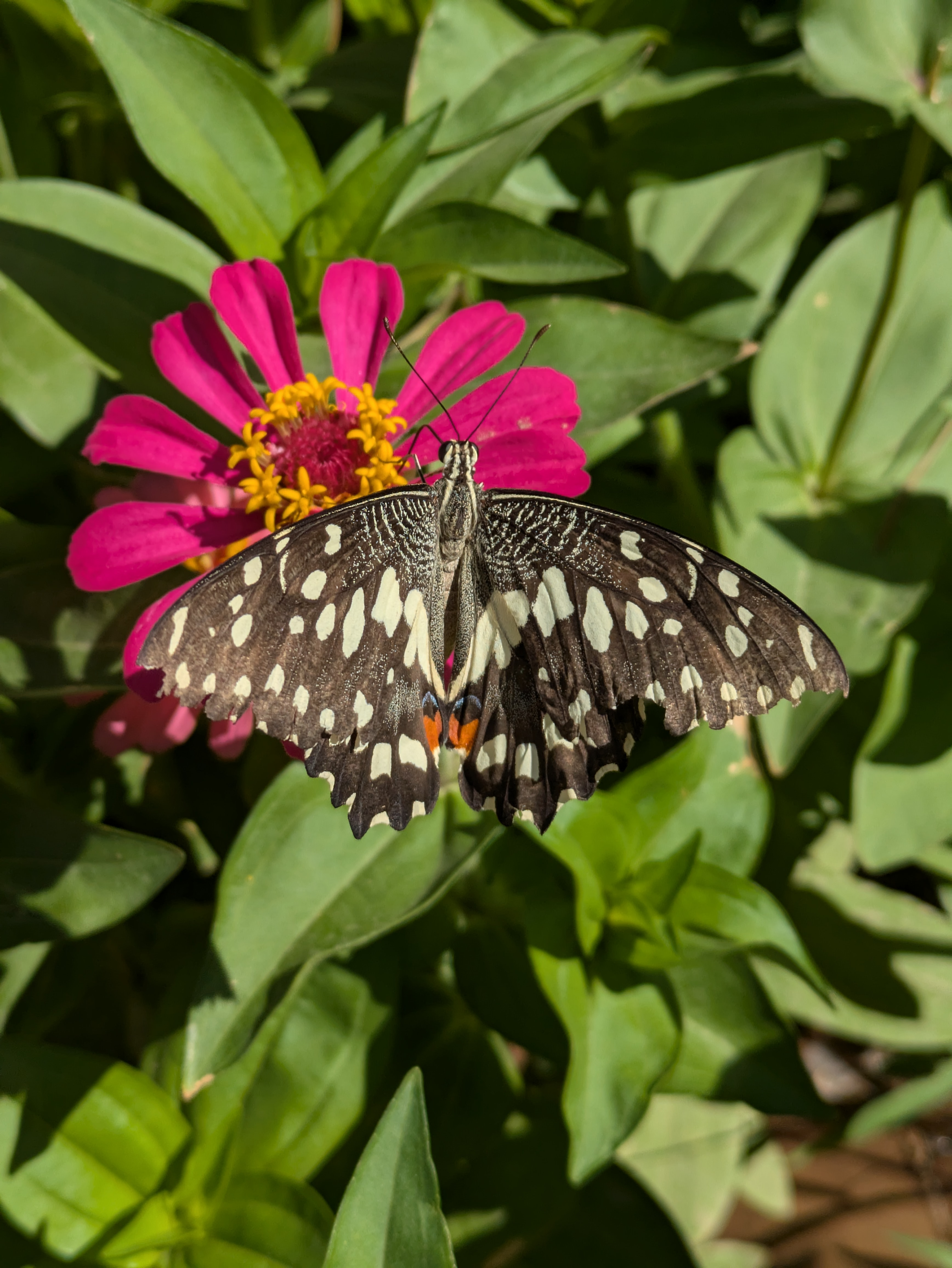
Papilio demoleus

  - Papilio erithonioides Grose-Smith, 1891
  - Papilio grosesmithi Rothschild, 1926
  - Papilio morondavana Grose-Smith, 1891

- echerioides Gruppe:
  - Papilio echerioides Trimen, 1868
  - Papilio fuelleborni Karsch, 1900
  - Papilio jacksoni Sharpe, 1891
  - Papilio sjoestedti Aurivillius, 1908

- oribazus Gruppe:
  - Papilio oribazus Boisduval, 1836
  - Papilio epiphorbas Boisduval, 1833
  - Papilio nobilis Rogenhofer, 1891

- hesperus Gruppe:
  - Papilio hesperus Westwood, 1843 Papilio hesperus
  - Papilio euphranor Trimen, 1868
  - Papilio horribilis Butler, 1874
  - Papilio pelodurus Butler, 1896

- menestheus Gruppe:
  - Papilio menestheus Drury, 1773
  - Papilio lormieri Distant, 1874

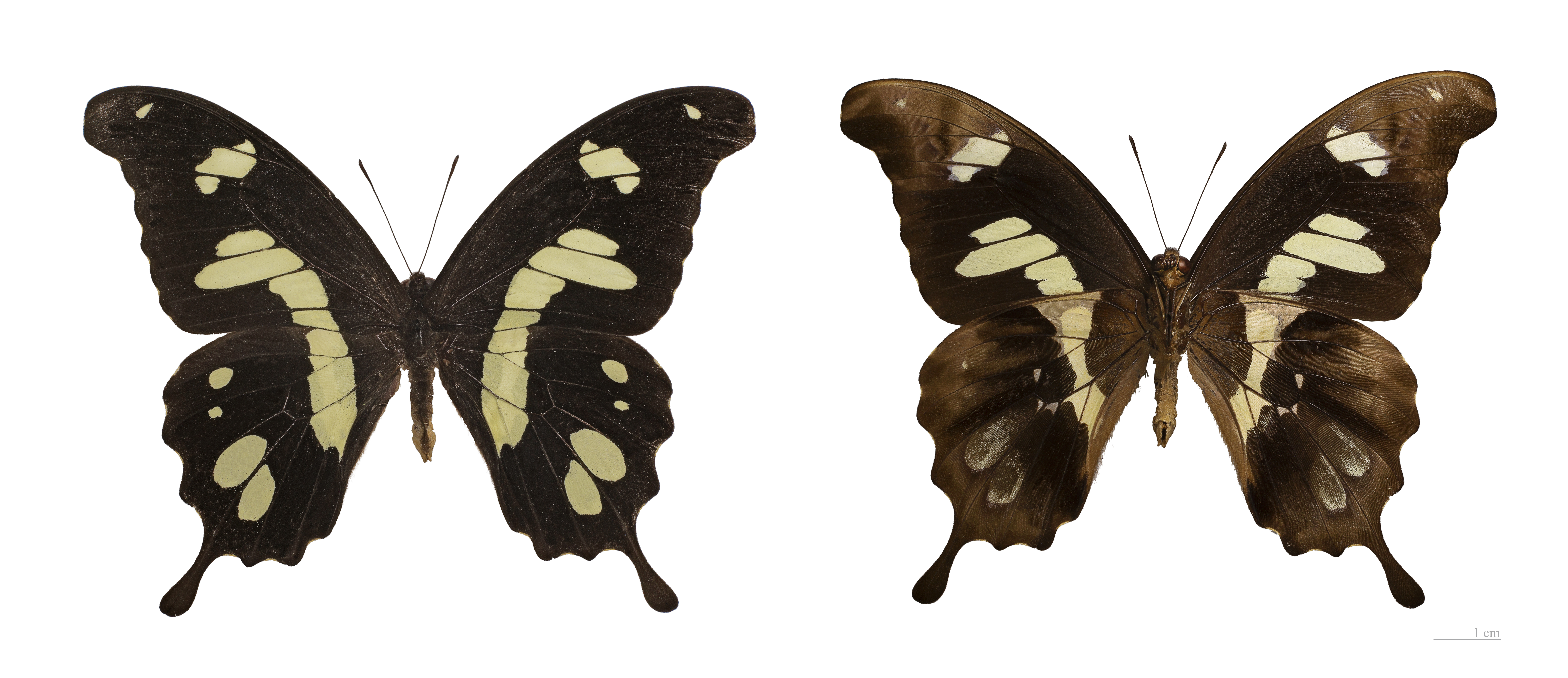
Papilio hesperus

  - Papilio ophidicephalus Oberthür, 1878

- incertae sedis Gruppe
  - Papilio andronicus Ward, 1871
  - Papilio chitondensis Bivar de Sousa & Fernandes, 1966
  - Papilio leucotaenia Rothschild, 1908
  - Papilio mackinnoni Sharpe, 1891
  - Papilio mangoura Hewitson, 1875
  - Papilio manlius Fabricius, 1798
  - Papilio microps Storace, 1951
  - Papilio phorbanta Linnaeus, 1771

- demolion Gruppe:
  - Papilio demolion Cramer, 1776
  - Papilio liomedon  Moore, 1875
  - Papilio gigon C. & R. Felder, 1864
  - Papilio euchenor Guérin-Méneville, 1829

- Nicht zugeordnet:
  - Papilio luzviae Schröder & Treadaway, 1991

- anactus Gruppe:
  - Papilio anactus MacLeay, 1826

- aegeus Gruppe:
  - Papilio aegeus Donovan, 1805
  - Papilio bridgei Mathew, 1886
  -  ?Papilio erskinei Mathew, 1886
  - Papilio gambrisius Cramer, 1777
  - Papilio inopinatus Butler, 1883
  - Papilio ptolychus Godman & Salvin, 1888
  - Papilio tydeus C. & R. Felder, 1860
  - Papilio weymeri Niepelt, 1914
  - Papilio woodfordi Godman & Salvin, 1888

- godeffroyi Gruppe:
  - Papilio amynthor Boisduval, 1859
  - Papilio godeffroyi Georg Semper, 1866
  - Papilio schmeltzi Herrich-Schäffer, 1869

- polytes Gruppe:
  - Papilio ambrax Boisduval, 1832
  - Papilio polytes Linnaeus, 1758 Papilio polytes, gewöhnlicher Mormonenfalter

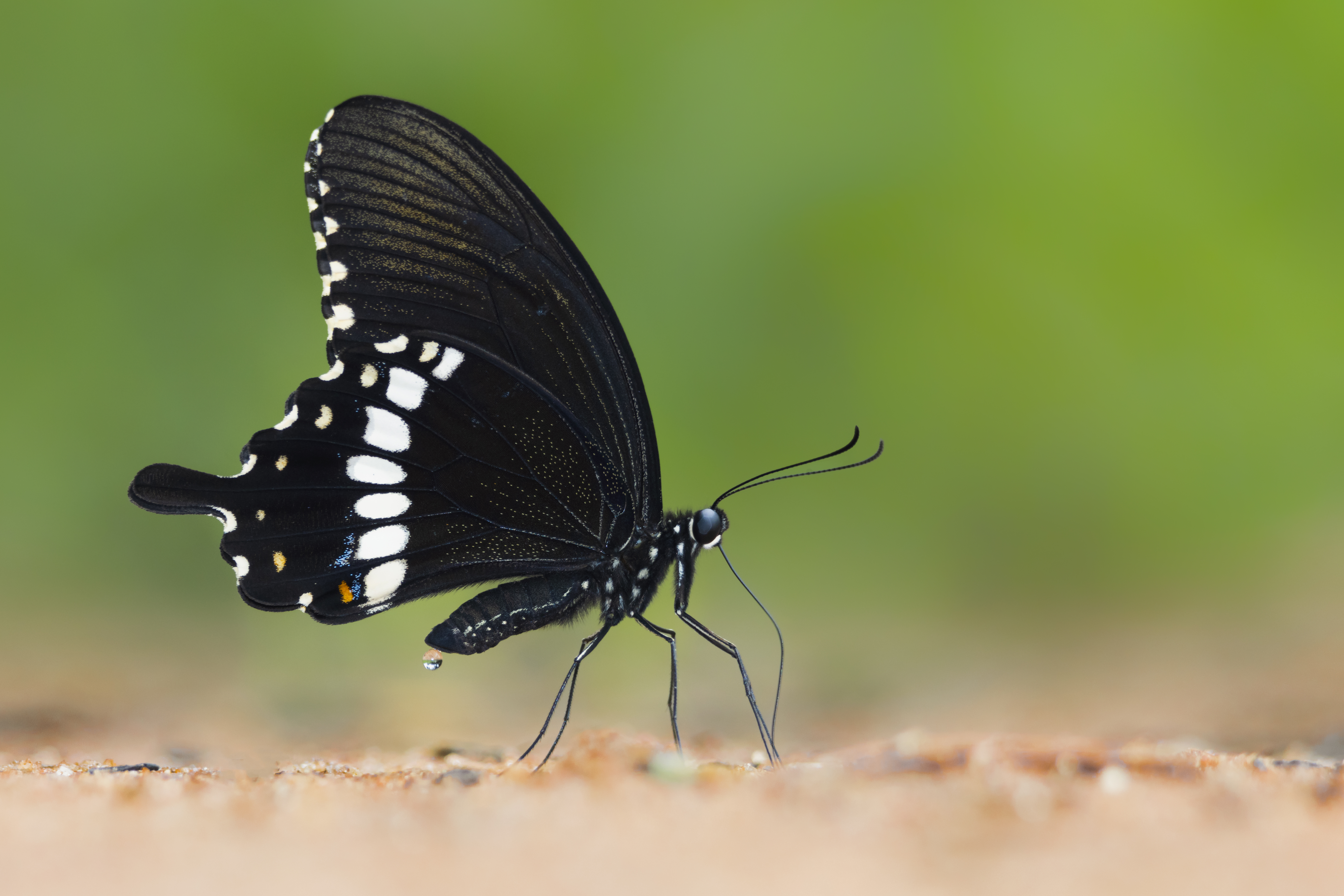
Papilio polytes, gewöhnlicher Mormonenfalter

  - Papilio phestus Guérin-Méneville, 1830

- castor Gruppe:
  - Papilio castor Westwood, 1842
  - Papilio dravidarum Wood-Mason, 1880
  - Papilio mahadeva Moore, 1879

- fuscus Gruppe:
  - Papilio albinus Wallace, 1865
  - Papilio antonio Hewitson, 1875
  - Papilio diophantus Grose-Smith, 1883
  - Papilio fuscus Goeze, 1779
  - Papilio hipponous C. & R. Felder, 1862
  - Papilio jordani Fruhstorfer, 1906
  - Papilio noblei de Nicéville, 1889
  - Papilio pitmani Elwes & de Nicéville, 1887
  - Papilio prexaspes C. & R. Felder, 1865
  - Papilio sakontala Hewitson, 1864

- helenus Gruppe:
  - Papilio helenus Linnaeus, 1758
  - Papilio iswara White, 1842
  - Papilio iswaroides Fruhstorfer, 1898
  - Papilio nephelus Boisduval, 1836
  - Papilio nubilus Staudinger, 1895
  - Papilio sataspes C. & R. Felder, 1865

- memnon Gruppe:
  - Papilio acheron Grose-Smith, 1887
  - Papilio ascalaphus Boisduval, 1836
  - Papilio deiphobus Linnaeus, 1758
  - Papilio rumanzovia Eschscholtz, 1821
  - Papilio forbesi Grose-Smith, 1883
  - Papilio lampsacus Boisduval, 1836
  - Papilio mayo Atkinson, 1873
  - Papilio memnon Linnaeus, 1758
  - Papilio oenomaus Godart, 1819
  - Papilio polymnestor Cramer, 1775 Papilio polymnestor, Weibchen
  - Papilio taiwanus Rothschild

- protenor Gruppe:
  - Papilio protenor – Spangle
  - Papilio alcmenor C. & R. Felder, 1864
  - Papilio macilentus Janson, 1877

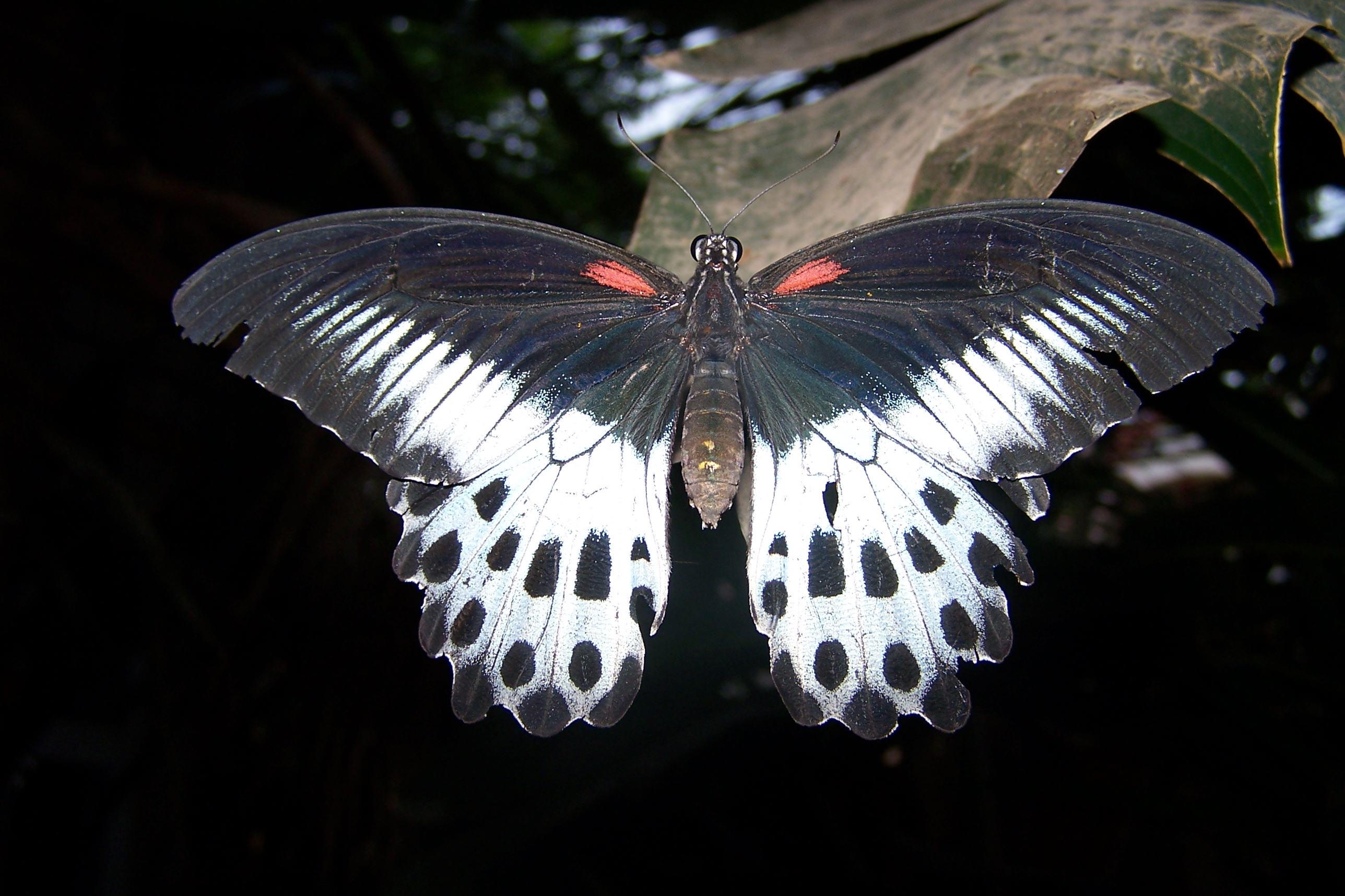
Papilio polymnestor, Weibchen

  - Papilio thaiwanus Rothschild, 1898

- bootes Gruppe:
  - Papilio bootes Westwood, 1842
  - Papilio elwesi Leech, 1889
  - Papilio maraho Shiraki & Sonan, 1934

Untergattung ?:
- agestor Gruppe:
  - Papilio agestor Gray, 1831
  - Papilio epycides Hewitson, 1864
  - Papilio slateri Hewitson, 1853

- clytia Gruppe:
  - Papilio clytia Linnaeus, 1758
  - Papilio paradoxa Zincken, 1831

- veiovis Gruppe:
  - Papilio veiovis Hewitson, 1865

- laglaizei Gruppe:
  - Papilio laglaizei Depuiset, 1877
  - Papilio moerneri Aurivillius, 1919
  - Papilio toboroi Ribbe, 1907

- Unbenannte Gruppe:
  - Papilio osmana Jumalon, 1967
  - Papilio carolinensis Jumalon, 1967

Untergattung Achillides Hübner, 1819:
- paris Gruppe:
  - Papilio arcturus Westwood, 1842
  - Papilio bianor Cramer, 1777
  - Papilio dialis Leech, 1893
  - Papilio doddsi Janet, 1896
  - Papilio hoppo Matsumura, 1908
  - Papilio karna C. & R. Felder, 1864
  - Papilio krishna Moore, 1857
  - Papilio maackii Ménétriés, 1859
  - Papilio paris Linnaeus, 1758
  - Papilio polyctor Boisduval, 1836
  - Papilio elephenor Doubleday, 1845

- palinurus Gruppe:
  - Papilio buddha Westwood, 1872
  - Papilio crino Fabricius, 1793
  - Papilio palinurus Fabricius, 1787 Papilio palinurus
  - Papilio blumei Boisduval, 1836

- Unbenannte Gruppe:
  - Papilio anchisiades Esper, 1788
  - Papilio chikae Igarashi, 1965

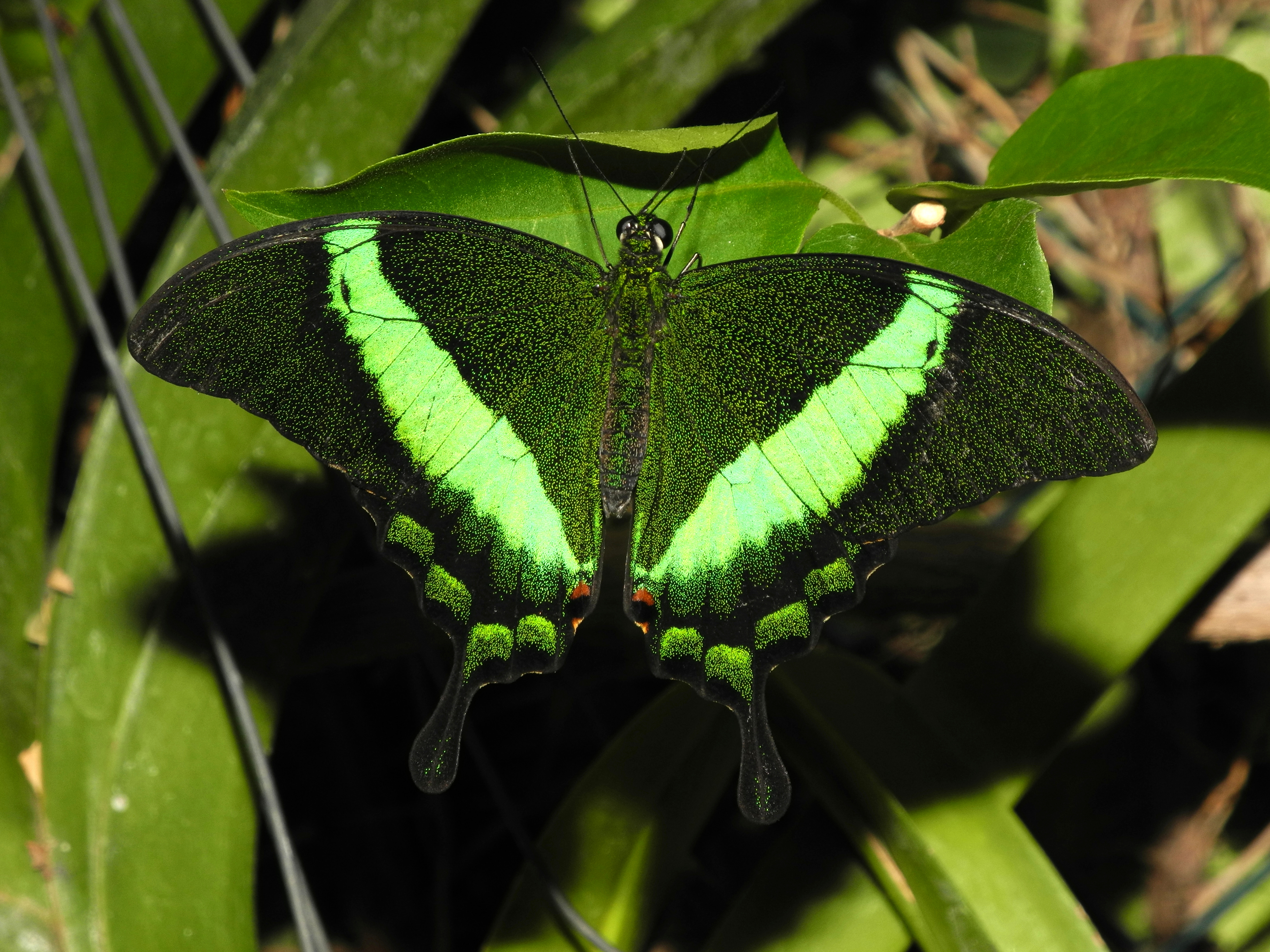
Papilio palinurus

  - Papilio peranthus Fabricius, 1787
  - Papilio pericles Wallace, 1865
  - Papilio lorquinianus C. & R. Felder, 1865
  - Papilio neumoegeni Honrath, 1890

- ulysses Gruppe:

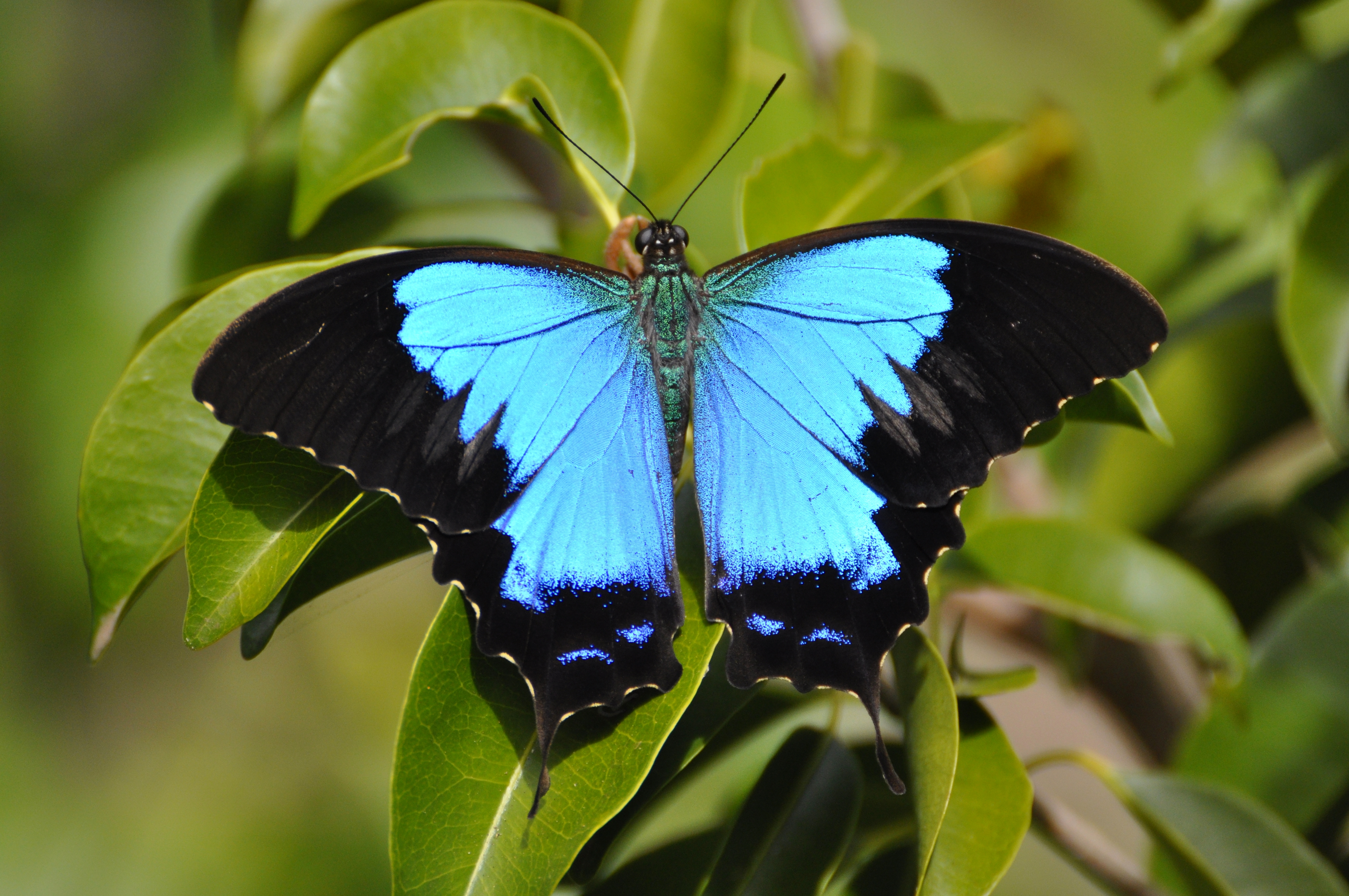
Papilio montrouzieri

- - Papilio montrouzieri Boisduval, 1859
  - Papilio syfanius Oberthür, 1886
  - Papilio ulysses Linnaeus, 1758

Untergattung Heraclides Hübner, 1819:
- anchisiades Gruppe:
  - Papilio chiansiades Westwood, 1872
  - Papilio epenetus Hewitson, 1861
  - Papilio erostratus Westwood, 1847
  - Papilio hyppason Cramer, 1775
  - Papilio isidorus Doubleday, 1846
  - Papilio pelaus Fabricius, 1775
  - Papilio oxynius Geyer, 1827
  - Papilio rogeri Boisduval, 1836

- thoas Gruppe:
  - Papilio andraemon Hübner, 1823
  - Papilio androgeus Cramer, 1775
  - Papilio aristodemus Esper, 1794 Papilio aristodemus
  - Papilio aristor Godart, 1819
  - Papilio astyalus Godart, 1819
  - Papilio caiguanabus Poey, 1852
  - Papilio cresphontes Cramer, 1777

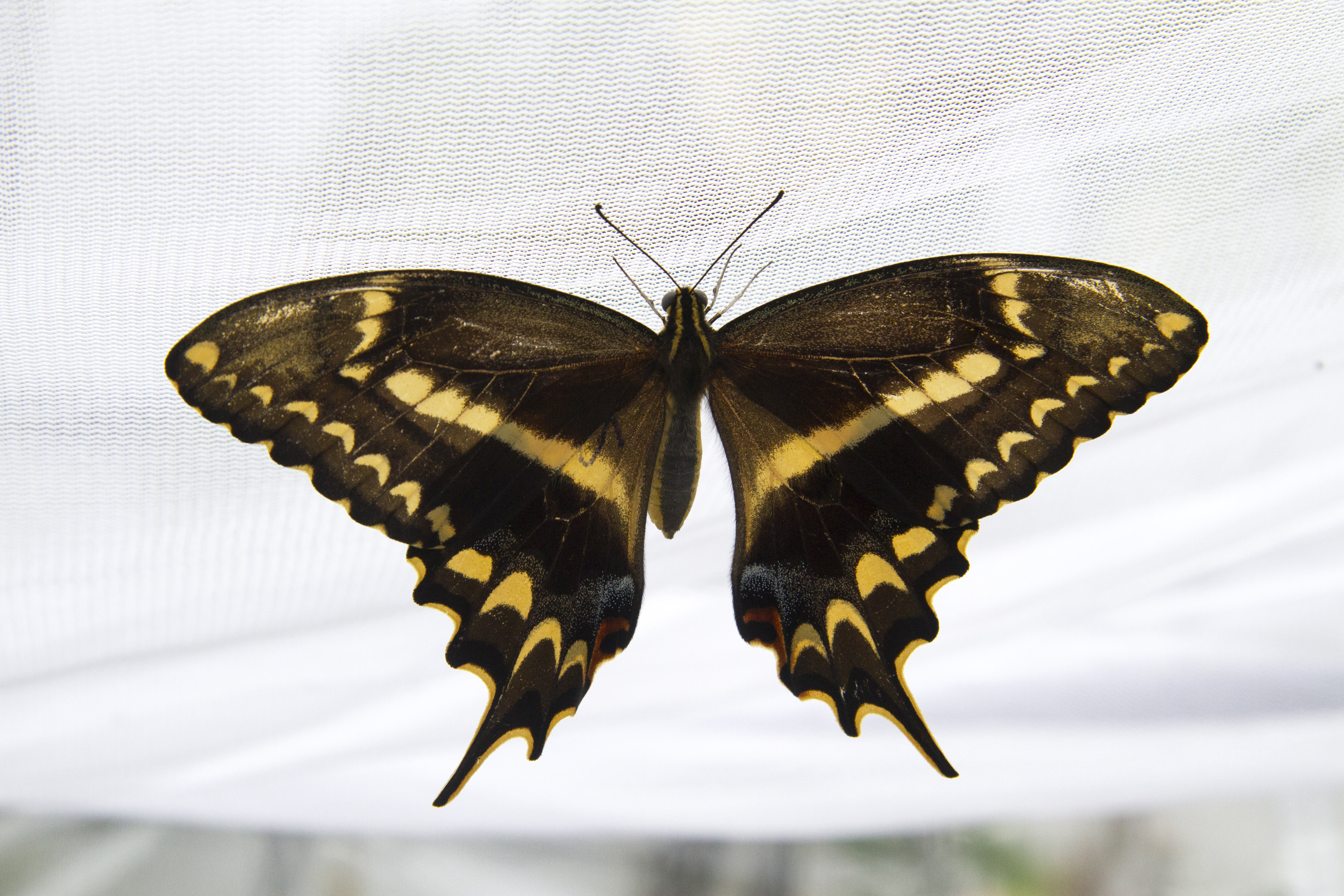
Papilio aristodemus

  - Papilio homothoas Rothschild & Jordan, 1906
  - Papilio machaonides Esper, 1796
  - Papilio melonius Rothschild & Jordan, 1906
  - Papilio ornythion Boisduval, 1836
  - Papilio paeon Boisduval, 1836
  - Papilio thersites Fabricius, 1775
  - Königs-Schwalbenschwanz (Papilio thoas) Linnaeus, 1771 Papilio thoas

- torquatus Gruppe:

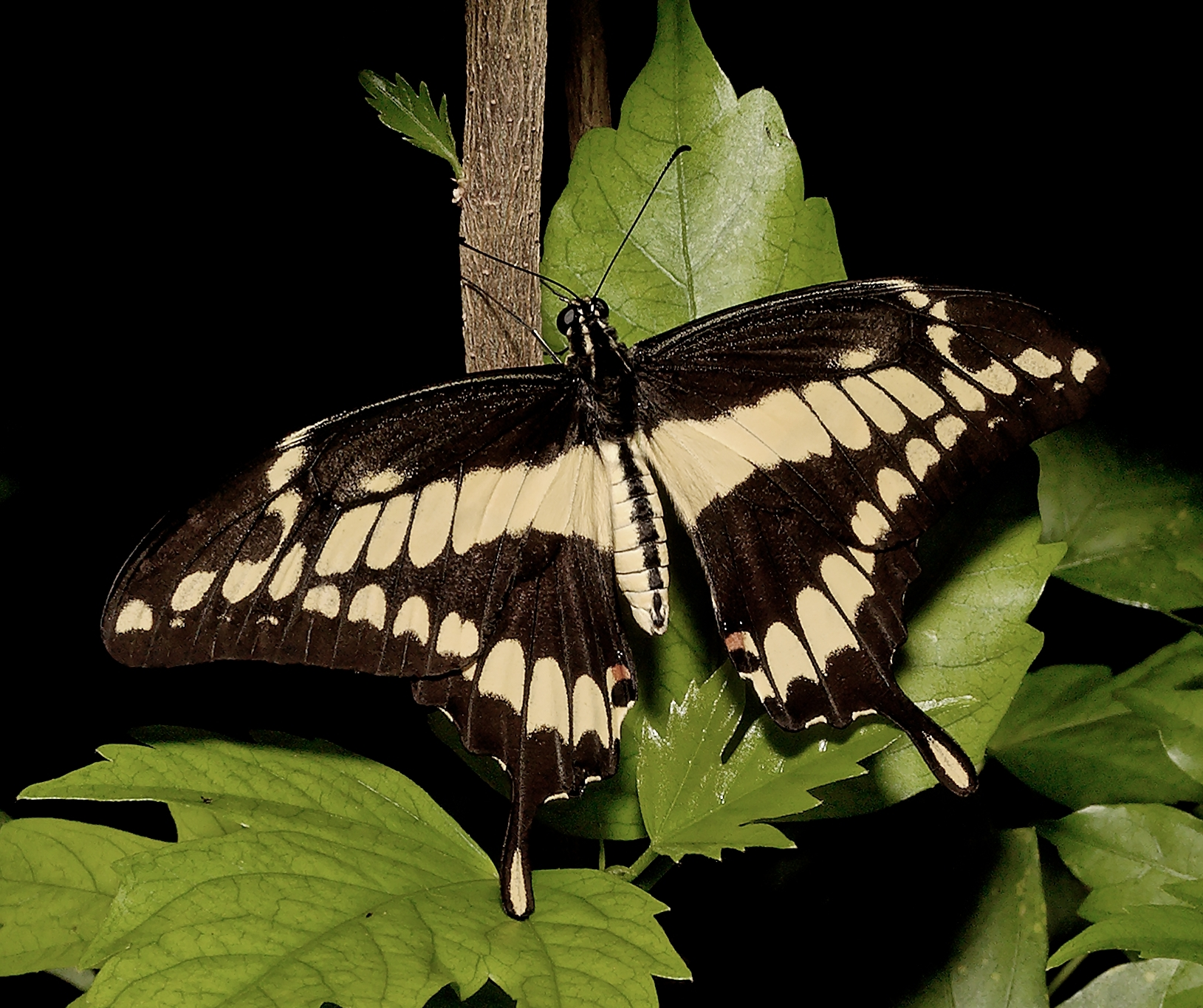
Papilio thoas

  - Papilio garleppi Staudinger, 1892
  - Papilio hectorides Esper, 1794
  - Papilio himeros Hopffer, 1865
  - Papilio lamarchei Staudinger, 1892
  - Papilio torquatus Cramer, 1777

- Unbenannte Gruppe:
  - Papilio peleides Esper, 1793
  - Papilio okinawensis Fruhstorfer, 1898
  - Papilio tros Hübner, 1825

Untergattung Pterourus Scopoli, 1777:
- troilus Gruppe:
  - Papilio palamedes Drury, 1773
  - Papilio troilus Linnaeus, 1758 Papilio troilus
- glaucus Gruppe:

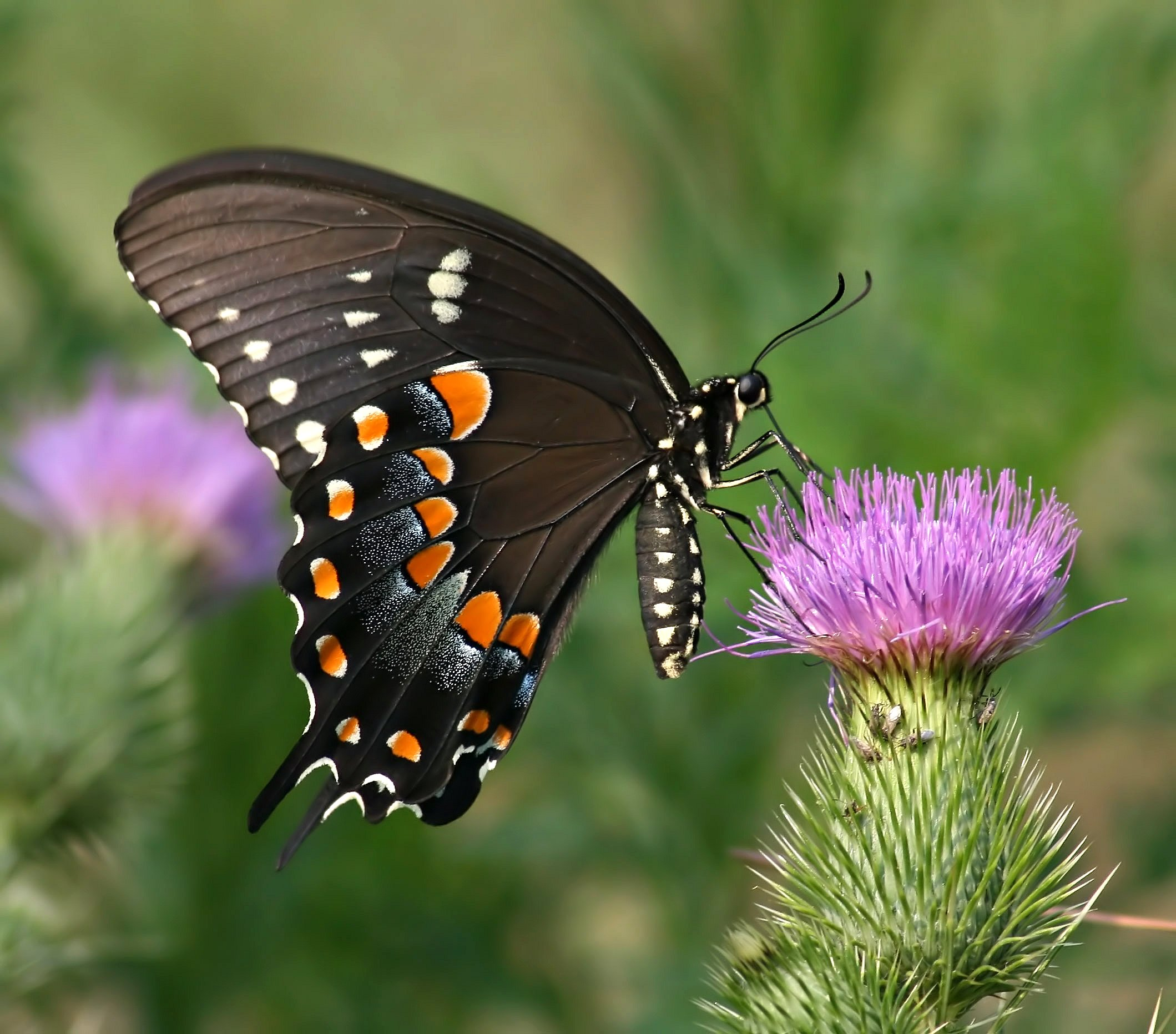
Papilio troilus

  - Papilio appalachiensis Pavulaan & Wright, 2002
  - Papilio canadensis Rothschild & Jordan, 1906
  - Papilio esperanza Beutelspacher, 1975
  - Papilio eurymedon Lucas, 1852
  - Papilio glaucus Linnaeus, 1758
  - Papilio multicaudatus Kirby, 1884
  - Papilio pilumnus Boisduval, 1836 Papilio pilumnus
  - Papilio rutulus Lucas, 1852

- zagreus Gruppe:
  - Papilio neyi Niepelt, 1909
  - Papilio zagreus Doubleday, 1847
  - (Papilio bachus) C. & R. Felder, 1865

- scamander Gruppe:

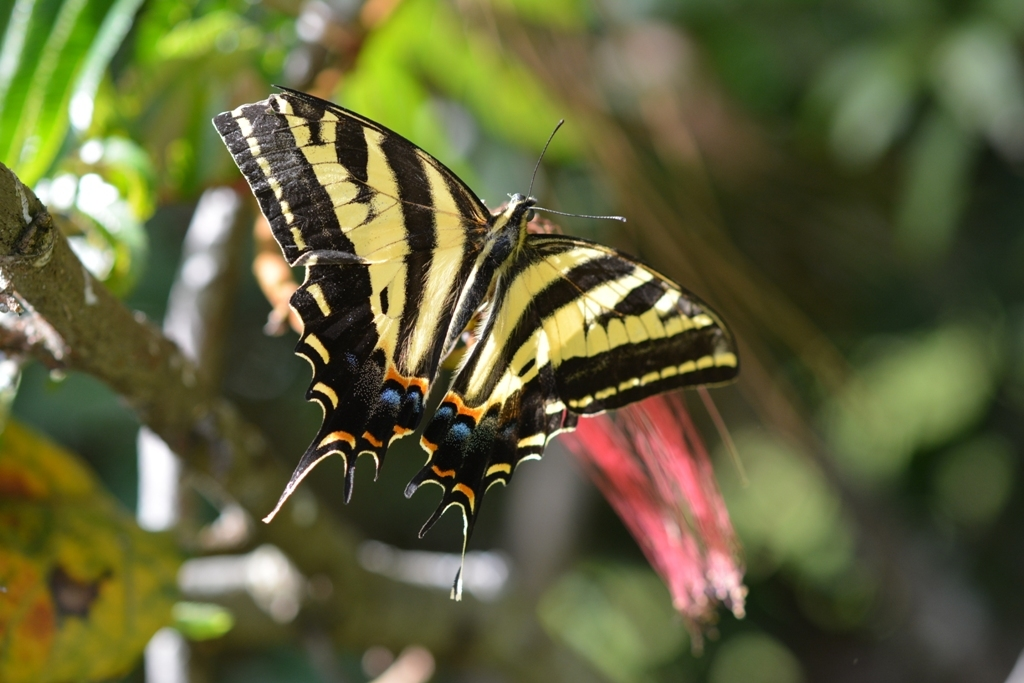
Papilio pilumnus

  - Papilio birchallii Hewitson, 1863
  - Papilio hellanichus Hewitson, 1868
  - Papilio scamander Boisduval, 1836
  - Papilio xanthopleura Godman & Salvin, 1868

- homerus Gruppe:
  - Papilio cacicus Lucas, 1852
  - Papilio euterpinus Salvin & Godman, 1868
  - Papilio garamas Geyer, 1829
  - Papilio homerus Fabricius, 1793
  - Papilio menatius Hübner, 1819
  - Papilio warscewiczii Hopffer, 1865

Untergattung Sinoprinceps Hancock, 1983:
- - Papilio benguetanus Joicey & Talbot, 1923

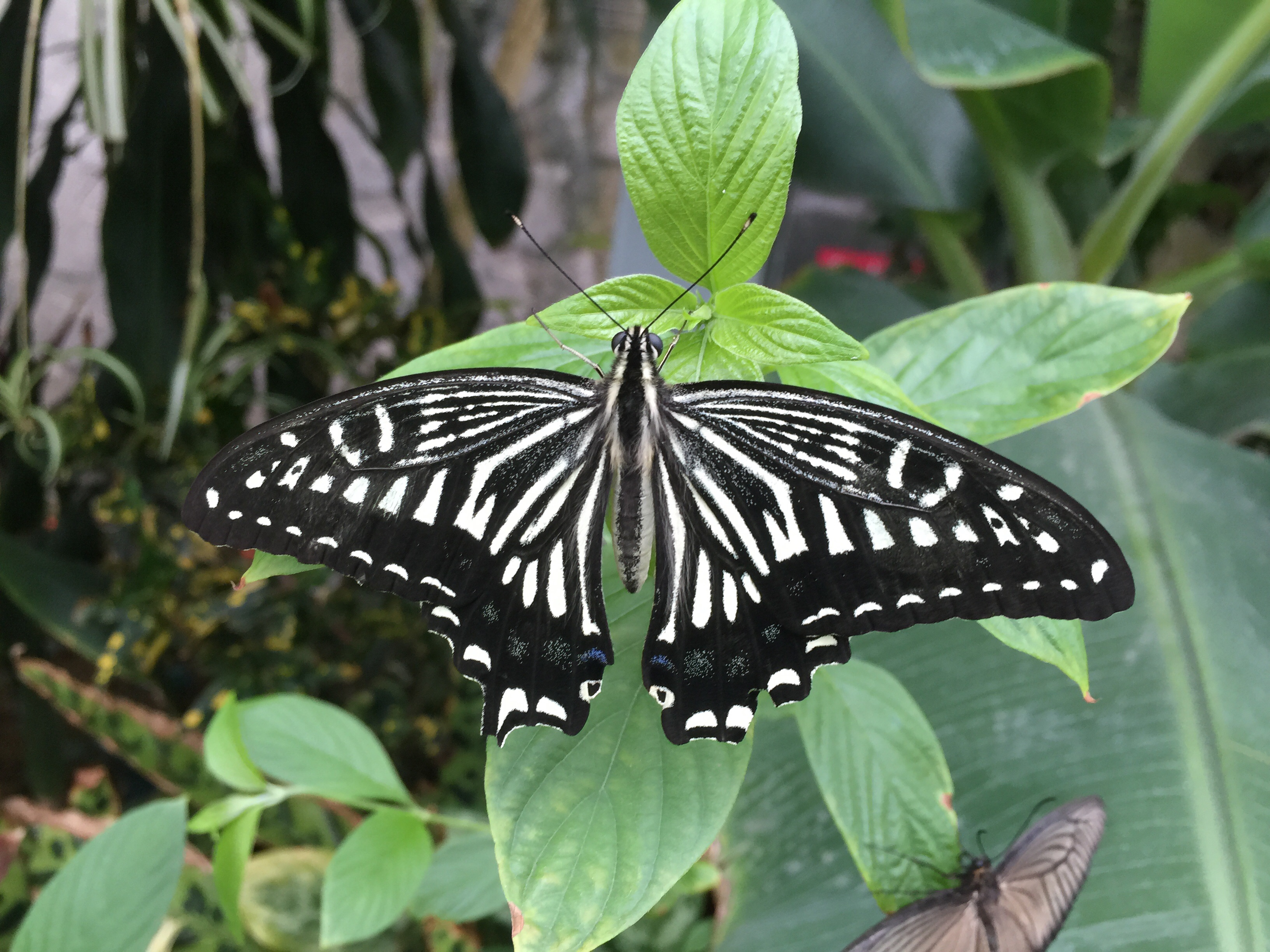
Papilio xuthus

- xuthus Gruppe Hancock, 1983:
  - Papilio xuthus Linnaeus, 1767 Papilio xuthus